# Bettlach (Haut-Rhin)
Bettlach település Franciaországban, Haut-Rhin megyében. Lakosainak száma 303 fő (2022. január 1.). Bettlach Folgensbourg, Leymen, Hagenthal-le-Haut, Linsdorf, Oltingue és Liebenswiller községekkel határos.

## Népesség
A település népességének változása:
| Lakosok száma | 315  | 308  | 326  | 311  | 313  | 312  | 310  | 307  | 303  |
|               | 2013 | 2015 | 2016 | 2017 | 2018 | 2019 | 2020 | 2021 | 2022 |